# Período postalayótico

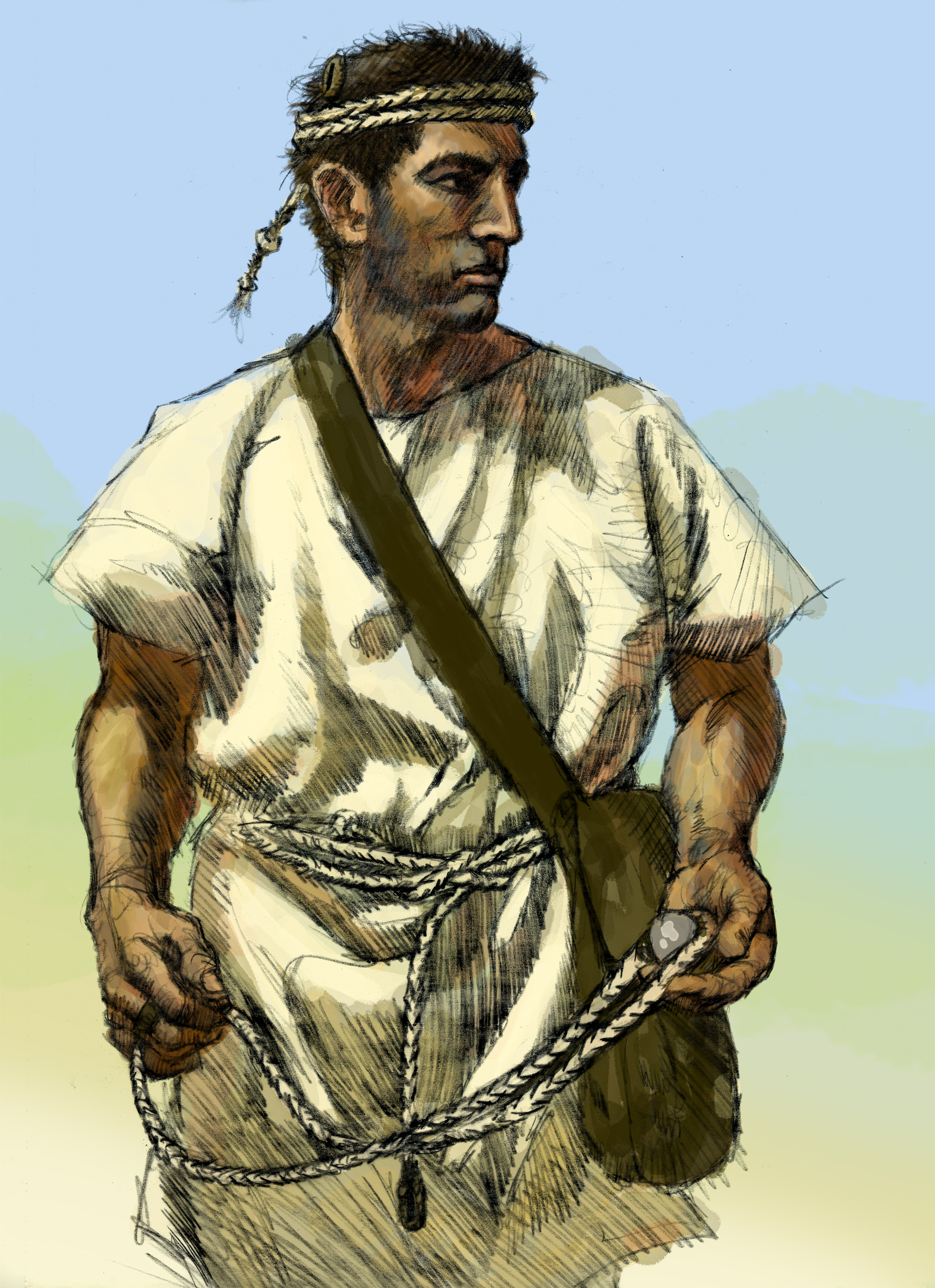
Hondero balear del periodo postalayótico

El periodo postalayótico, talayótico final, o periodo baleárico es la última fase cronológica, ya correspondiente a la protohistoria, de la cultura talayótica, que se desarrolla en Menorca y Mallorca. Su cronología ocupa buena parte de la Edad del Hierro, ya que va desde el 600-500 aC, momento en que parece que se empiezan a abandonar algunos talayots, hasta el 123 aC, cuando se produce la conquista romana de las islas.
Parece que en las dos islas esta etapa se caracteriza por el final del uso de, como mínimo, algunos talayots. Este hecho se documenta, por ejemplo, en Son Fornés (Mallorca) y en Cornia Nou (Menorca). Otra de las características de este periodo es la creciente influencia de la cultura púnica. A partir del siglo V a. C. está documentado que los honderos balearicos luchan como mercenarios para los púnicos. Gracias a esta actividad, llegarán a las islas grandes cantidades de materiales de importación, especialmente vino, que se transportaba dentro de ánforas, pero también grandes cantidades de recipientes cerámicos, ornamentos de pasta de vidrio, metales y personas. A pesar de todo, esta llegada de materiales de importación solo se documenta de forma masiva, a nivel arqueológico, a partir del siglo III a. C.:
A nivel social, estos materiales de importación, de gran valor y controlados por las élites locales, actuarían como bienes de prestigio que servirían para expresar el poder de las clases dominantes, en un contexto de acceso diferenciado a los recursos. En muchos casos, estos bienes de prestigio se incorporan a los ajuares funerarios.
En esta etapa, a los datos proporcionados por la arqueología se tienen que añadir las fuentes escritas griegas y romanas. A través de ellas, se sabe que los habitantes de las islas utilizaban un ungüento hecho con aceite de lentisco (en esta época, no se había generalizado todavía el aceite de oliva) y sebo de cerdo, con el que se untaban el cuerpo. Estos autores explican también que los isleños iban desnudos, durante el verano, mientras que en invierno se cubrían con pieles, según algunos autores, o con una túnica corta, según otros. Los baleáricos disponían de mulas que exportaban, quizás, a otras regiones, porque también aparecen citadas en las fuentes como una de las peculiaridades de las islas.
A pesar de la influencia de la cultura púnica, muchos de los rasgos culturales de esta fase entroncan con la etapa anterior. Así, por ejemplo, el torno alfarero y los molinos rotativos no se introducen hasta el siglo II a. C., de forma que durante buena parte del periodo los cereales se muelen con los antiguos "molons" talayóticos (molino de mano) y las cerámicas se fabrican a mano. Las bases económicas, igual que a la fase anterior, parecen ser el cultivo de cereales y la ganadería de cabras y ovejas, con una menor importancia de las vacas y los cerdos. El aprovechamiento de los recursos marinos (peces, crustáceos y moluscos) continúa siendo extremadamente minoritaria, a pesar de que aumenta ligeramente respecto a la fase anterior, posiblemente debido a la influencia púnica.
Igual que en el periodo anterior, se observan diferencias entre el periodo posttalaiòtic en Menorca y en Mallorca.
Uno de los primeros autores que se ocupó de los restos materiales de esta cultura fue Juan Ramis, en 1818, en su obra Antigüedades célticas de la isla de Menorca, que es el primer libro en castellano íntegramente dedicado a la prehistoria.

## Periodo postalayótico en Menorca

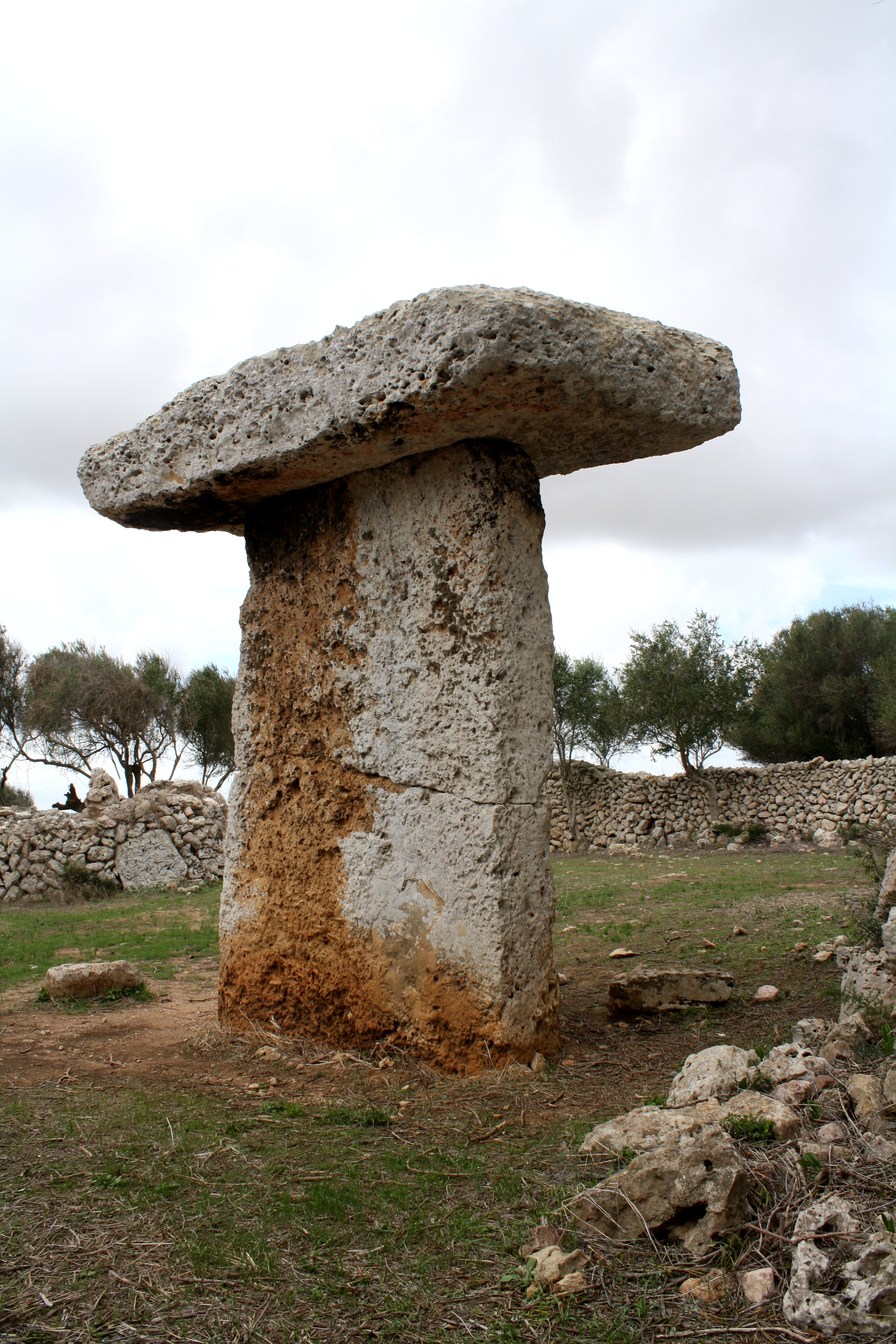
Tabla del poblado talaiòtic de Torretrencada, Menorca

Además de los rasgos ya mencionados, esta fase se caracteriza en Menorca por el crecimiento de los núcleos de población y la aparición de nuevos modelos arquitectónicos. En este sentido se tienen que destacar los recintos de tula y los círculos de habitación posttalaiòtics, como los que se encuentran en Torre de en Galmés.

### Cronología
Parece que en este periodo cultural es donde hay más consenso entre los investigadores puesto que la mayoría señala el siglo VI a. C.. como el inicio de la etapa del talayótico final debido a la creciente relación con el mundo púnic. El final de esta etapa se sitúa en la conquista romana de las Baleares por Q. Cecilio Metelo en 123 a. C.; fecha que se encuentra en varios textos y por lo tanto no ha creado ningún tipo de discusión.

### Aspectos sociales del talayótico final en Menorca

#### · Economía
La base de la economía en el Talayótico Final seguía siendo la agricultura de los cereales y la ganadería (siguiendo con el modelo de la etapa anterior). Además se deben destacar dos elementos; en primer lugar la explotación de los recursos marinos y el consumo de vino. Arqueológicamente hablando es el primer momento de la cultura talayótica donde se han documentado algunos escasos útiles de pesca, como por ejemplo anzuelos, junto con restos de pescado dentro de algunos círculos talayóticos. También el vino entra a formar parte de la dieta de los habitantes talayóticos en este momento, influenciados en gran parte por el mundo púnico, con el cual mantienen una estrecha relación de comercio desde Ibiza.

#### · Religiosidad
Es a partir del siglo VI a. C.. cuando aparecen los recintos de Taula los cuales permiten conocer algunos aspectos sobre la religiosidad de esta cultura. Los rituales que se hacían en estos recintos se completaban con fuego (se han documentado grandes hogares en el interior del recinto), vino (restos de grandes concentraciones de fragmentos de ánforas) y banquetes litúrgicos (presencia de gran cantidad de restos óseos de caprinos domésticos).
En relación con el elemento central del recinto, la Taula, existen varias propuestas sobre el significado y a la vez del tipo de culto de esta época. Algunos investigadores proponen que la taula está relacionada con una divinidad ligada al toro y por lo tanto representa esquemáticamente su forma. otros ven en el recinto un edificio de clara influencia púnica y en la taula un altar, lugar de culto hacia las divinidades.
Dentro de estos recintos se han documentado algunas figurillas de divinidades, algunas de ellas importadas de otros lugares del Mediterráneo, entre las cuales destaca la de un Imhotep egipcio en Torre d'en Galmés. Aparte también se han documentado, en diferentes recintos, quemadores de incienso que representan la divinidad púnica Tanit. Por último mencionar el hallazgo de tres epígrafes en el recinto de Son Catlar que hacen referencia a tres divinidades: Baal, Caelestis y el dios del Plenilunio. Todos estos elementos hacen pensar en una religiosidad talayótica bastante permeable y muy influenciada por culturas próximas, pero que mantenía a su vez unas fuertes peculiaridades.

#### · El mundo de los muertos

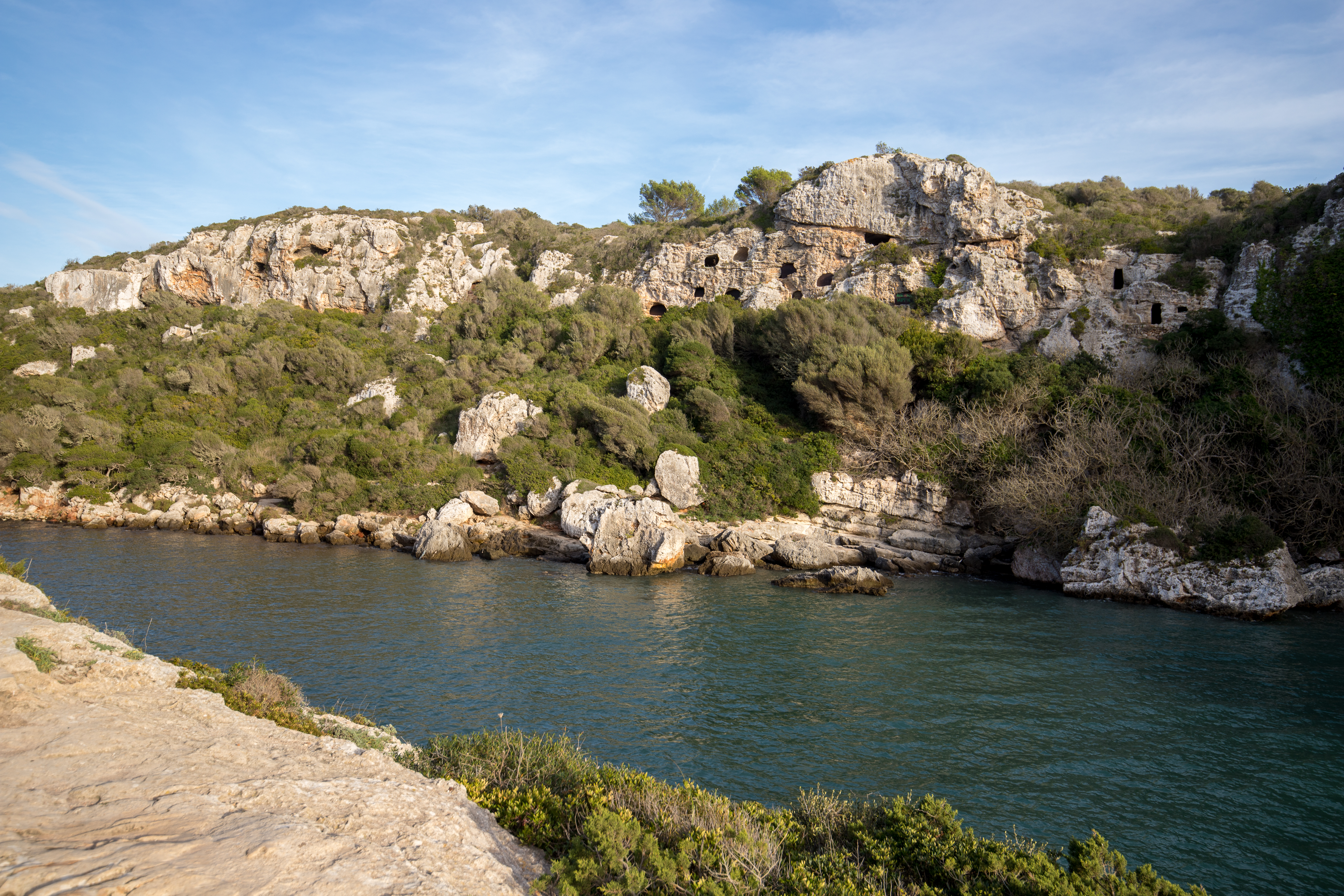
Necrópolis de Calescoves

Es a partir del 600-550 aC cuando aparecen las grandes necrópolis de hipogeos de planta compleja que conocemos actualmente como las de Calas Coves, Cala Morell, etc.A pesar de la abundante localización de estos lugares, resulta exigua la información que tenemos sobre los rituales funerarios de esta época, debido a la ocupación reiterada de las cuevas a lo largo de la historia como lugar para guardar ganado, como lugar de veraneo, etc ha provocado que los materiales arqueológicos desaparezcan. Uno de los lugares que nos permitirá entender parte de los rituales funerarios de esta época son los dos hipogeos excavados hace pocos años en el canal de los huertos de Ciudadela, junto al puerto donde se documentaron gran cantidad de materiales

### La arquitectura del talayótico final en Menorca

#### · Los hábitats
Es a partir del 600 a. C. que aparecen las características casas de planta circular llamadas círculos las cuales están bastante documentadas debido al trabajo de excavación de los últimos años en el poblado de Torre d'en Galmés. Estas casas tienen un gran patio exterior cercado donde se han documentado restos de varias actividades que se llevaban a cabo, relacionadas con la producción y procesado de alimentos, fabricación de varios utilies, resguardo del rebaño, etc

#### · Losrecintos de taula
Se trata de un tipo de estructura exclusiva de Menorca, existente en algunos poblados de la isla y que parece se documenta a partir del siglo VI a. C.. Consiste en un gran edificio de planta en forma de herradura con muros ciclópeos de doble paramento, con una cara exterior de grandes losas y una cara interna de piedras medianas. En el interior del recinto se localizan toda una serie de pilares laterales adosados al muro perimetral y casi en el centro la Taula. Esta está formada por dos grandes bloques de piedra colocados uno sobre el otro formando una T (en algunos casos sobrepasa los 4 metros de altura). Su construcción a día de hoy todavía es un misterio a pesar de que han surgido una serie de hipótesis de cómo colocaron estas dos piedras.
El carácter religioso del complejo parece ser admitido por todos los investigadores, ahora bien, hay toda una serie de elementos que restan en discusión entre los expertos, como por ejemplo si era un edificio cubierto o descubierto y sobre todo el papel que jugaba la Taula en su interior; era sencillamente un pilar que sostenía el posible techo, se trata de un elemento simbólico o representa a una divinidad tauromórfica cómo afirman algunos investigadores?

#### · Las murallas

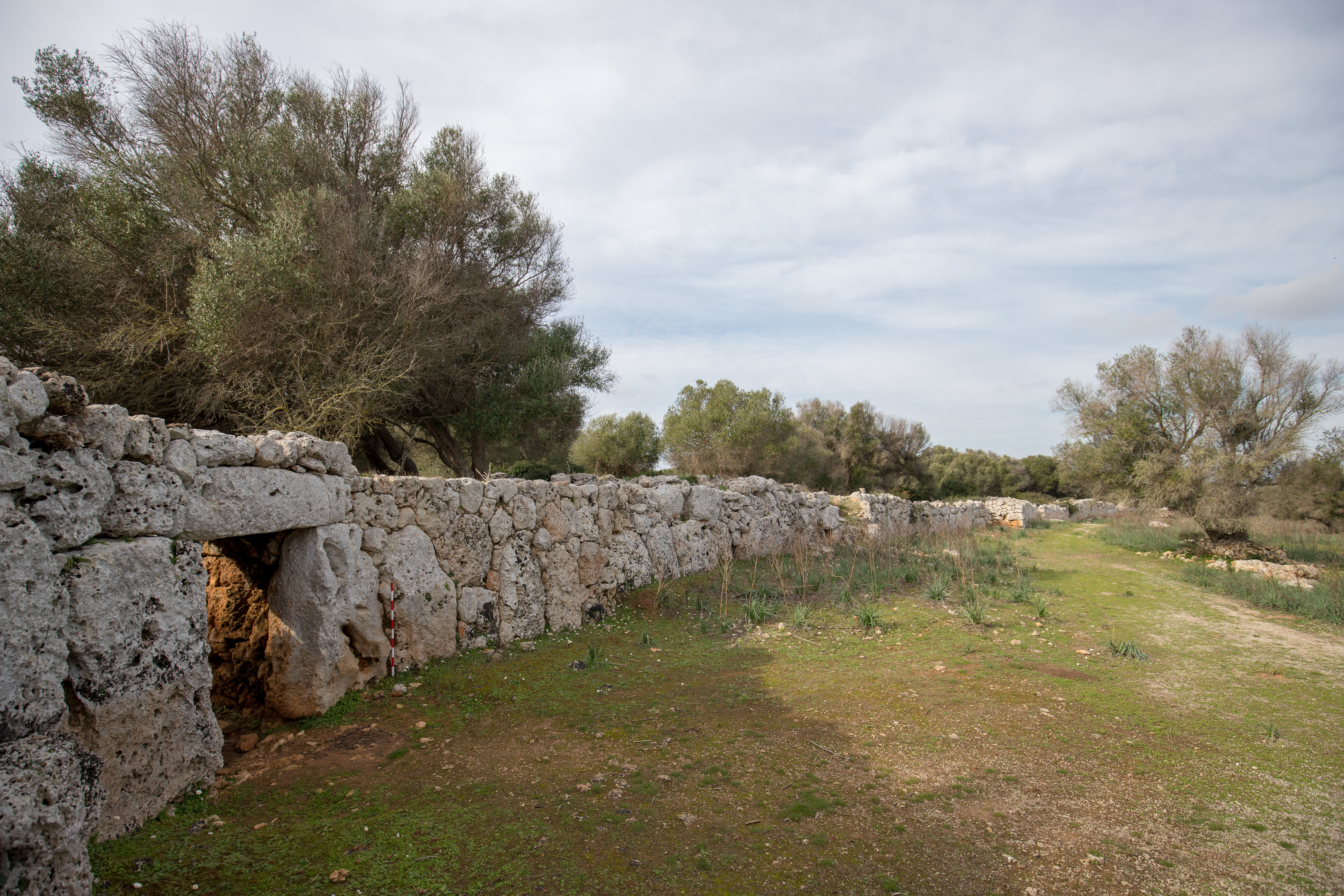
Muralla de Son Catlar

Se trata del elemento defensivo por antonomasia, que se detecta todavía en algunos de los poblados talayóticos de la isla de Menorca. Se trata de una construcción de características ciclópeas de doble paramento, con una cara exterior construida a partir de grandes piedras colocadas sobre un zócalo, una cara interna de piedras medianas y el emplecton formado por relleno de piedras y tierra. Actualmente, el mejor ejemplo de estos tipos de muralla se puede observar en el poblado talayótico de Son Catlar, donde se conserva casi todo su perímetro.
Los trabajos arqueológicos realizados en los últimos años en este yacimiento por parte del Proyecto Modular, han permitido documentar que el origen constructivo de esta estructura se situaría alrededor del siglo V a. C.. y que posteriormente sufrió toda una serie de remodelaciones, como la adosamiento de torres de planta cuadrangular, la modificación de partes del perímetro o la apertura de puertas siguiendo nuevos modelos poliorcètics.

## Periodo postalayótico en Mallorca

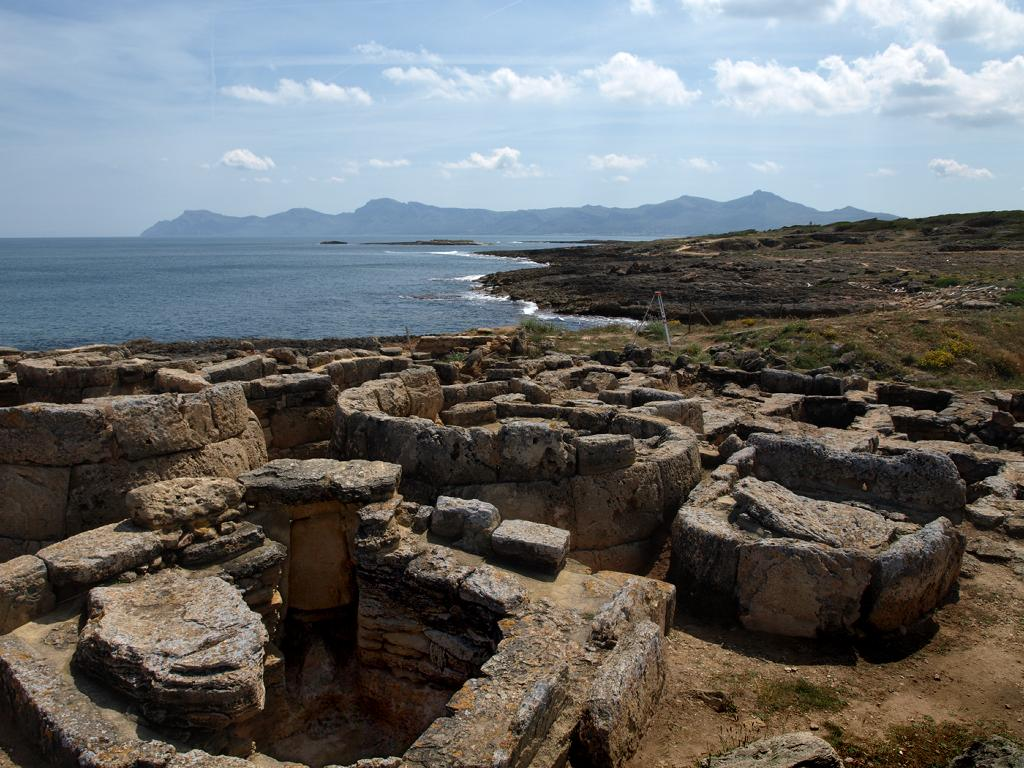
Necrópolis de Son Real, Mallorca

En Mallorca también se observa un crecimiento de los núcleos de población. En esta isla no se encuentran recintos de taula, y las viviendas no presentan la estandarización que se encuentran en Menorca. Por otro lado, en esta isla es más evidente el paso de los rituales funerarios colectivos a las inhumaciones individuales, como se observa por ejemplo a la necrópolis de Son Real. Por otro lado, en Mallorca se detecta un cambio en la tecnología de producción cerámica, que sustituye los desgreixants minerales por los desgrasantes vegetales, hecho que no se observa en Menorca.

## Menorca Talayótica Patrimonio de la Humanidad
Menorca Talayótica es un bien inscrito en la Lista del Patrimonio Mundial de la UNESCO en 2023. Se trata de un conjunto de yacimientos arqueológicos que testimonian una cultura prehistórica insular excepcional, caracterizada por una arquitectura ciclópea única. La isla conserva monumentos exclusivos como las navetas funerarias, las casas circulares, los santuarios de taula y los talayots, que se mantienen en plena armonía con el paisaje menorquín y su relación con el firmamento.
Menorca cuenta con uno de los paisajes arqueológicos más ricos del mundo, modelado por generaciones que han preservado el legado talayótico. Tiene la mayor densidad de yacimientos prehistóricos por superficie en una isla y es un símbolo de su identidad insular.
Esta zona se divide en nueve áreas que cubren yacimientos y paisajes asociados, con una cronología que va desde la aparición de las construcciones ciclópeas alrededor del 1600 a. C. hasta la romanización en el 123 a. C. El valor excepcional de sus monumentos y paisajes llevó a su inscripción en la Lista del Patrimonio Mundial de la UNESCO en 2023.